# Dodécaèdre parabiaugmenté
Le dodécaèdre parabiaugmenté est un polyèdre faisant partie des solides de Johnson (J59). Comme le nom l'indique, il peut être construit en augmentant doublement un dodécaèdre en attachant deux pyramides pentagonales (J2) à deux de ses faces opposées.  
Les 92 solides de Johnson ont été nommés et décrits par Norman Johnson en 1966.